# Ennemis de Mario
 (octobre 2023).
Si vous disposez d'ouvrages ou d'articles de référence ou si vous connaissez des sites web de qualité traitant du thème abordé ici, merci de compléter l'article en donnant les références utiles à sa vérifiabilité et en les liant à la section « Notes et références ».
 (octobre 2023).
- Si vous ne connaissez pas le sujet, laissez ce bandeau (vous pouvez alors contacter les auteurs).
- Si vous supprimez le contenu mis en cause (vous pouvez préalablement contacter les auteurs),

argumentez précisément cette suppression dans la page de discussion
(un manque de référence n'est pas un argument ; une recherche réelle de référence doit avoir été effectuée, être formellement documentée).
Cette page recense les personnages, antagonistes, boss et ennemis apparus dans la série de jeux Super Mario,  constitué de 22 jeux :
1. Super Mario Bros.
2. Super Mario Bros.: The Lost Levels
3. Super Mario Bros. 2
4. Super Mario Bros. 3
5. Super Mario Land
6. Super Mario World
7. Super Mario Land 2: 6 Golden Coins
8. Super Mario 64
9. Super Mario Sunshine
10. New Super Mario Bros.
11. Super Mario Galaxy
12. New Super Mario Bros. Wii
13. Super Mario Galaxy 2
14. Super Mario 3D Land
15. New Super Mario Bros. 2
16. New Super Mario Bros. U
17. Super Mario 3D World

Cette page est élaborée à partir de l'encyclopédie Super Mario qui comprend les jeux de Super Mario Bros. (1985) à Super Mario 3D World (2013). Chaque personnage, antagoniste, boss et ennemi possède son nom en français, en japonais, et en anglais ainsi qu'une description issu de la notice du jeu correspondant.
Les jeux suivants n'ont pas été traité dans cette page :
1. Super Mario Maker
2. Super Mario Run
3. Super Mario Odyssey
4. Super Mario Maker 2
5. Super Mario Bros. Wonder

La page est organisée de manière que tous les personnages, jouables ou non, ainsi que les antagonistes et boss sont notés pour chaque jeu présenté.
Les personnages jouables sont indiqués en gras. Pour plus de détails sur les personnages de Mario :
Cependant, pour des raisons de lisibilité, Les ennemis — qui sont en très grand nombre — ne figurent que dans leur jeu d'introduction (par ex. Goomba o qui est présent dans 20 des 22 jeux, mais qui n'est présenté que dans Super Mario Bros.), Les différentes formes sont introduites et sont considérés comme indépendante de l'ennemi principal (ex. Goomba géant / Mini Goomba).
| Antagonistes | Boss | NR |

## Super Mario Bros.etThe Lost Levels

### Personnages
- Mario
- Luigi
- Princesse Peach (alors Princesse Toadstool[1])
- Toad

### Antagonistes, Boss et Ennemis
| Nom français          | Nom japonais                     | Nom anglais,              | | Description, |  |
| --------------------- | -------------------------------- | ------------------------- | --- | --- |  |
| Bowser, Roi des Koopa | Kuppa (クッパ)                   | Bowser, King of the Koopa | | Bowser vient vers vous en crachant du feu. Il y a plusieurs façons de le tuer, mais vous ne gagnez des points que si vous utilisez des boules de feu. Le Roi sorcier retient la Princesse Peach captive dans le dernier château. |  |
| Faux Bowser           | Nise Kuppa (にせクッパ)          | Fake Bowser               | Faux Bowser est un boss capable de cracher du feu ou de lancer des marteaux. | |  |
| Bill Balle            | Kirā (キラー)                    | Bullet Bill               | Les Bill Balles poursuivent le joueur lentement mais sûrement. Ils peuvent être piétinés. | |  |
| Bloups                | Gessō (ゲッソー)                 | Blooper                   | Les Bloups poursuivent le joueur sans relâche. | |  |
| Bruyinsecte           | Metto ( メット)                  | Buzzy Beetle              | Les Bruyinsectes ont une carapace dure, ils ne sont pas sensibles aux boules de feu. | |  |
| Cheep Cheep           | Pukupuku (プクプク)              | Cheep Cheep               | Les Cheep Cheep sont habituellement dans l'eau, mais peuvent également avoir des ailes et voler hors de l'eau.                                                                                             | |  |
| Frère Marto           | Hanmā Burosu (ハンマーブロス)    | Hammer Bro                | Les Frères Marto sont des tortues rusées qui attaquent le joueur à coups de marteau. | |  |
| Goomba                | Kuribō (クリボー)                | Goomba                    | Les Goombas sont des champignons qui ont trahi le Royaume Champignon. Un piétinement et ils meurent. | |  |
| Hériss                | Togezō (トゲゾー)                | Spiny                     | Les Hériss sont les animaux de compagnie des Lakitu.Ils possèdent des pics sur le dos, les empêchant d'être piétiné.                                                                                       | |  |
| Pic-Pic               | Paipo (パイポ)                   | Spiny Egg                 | Les Pic-Pic sont des œufs de Hériss. | |  |
| Koopa                 | Nokonoko (ノコノコ)              | Koopa Troopa              | Les Koopas sont des soldats de Bowser, ils ont pour ordre de trouver et d'attaquer Mario. Sauter sur eux permet de l'empêcher de bouger pendant un instant. Ils existent avec une carapace verte ou rouge. | |  |
| Lakitu                | Jugemu (ジュゲム)                | Lakitu                    | Les Lakitus sont de mystérieuses tortues qui contrôlent les nuages. Elles poursuivent le joueur et laisse tomber les Pic-Pic sur lui.                                                                      | |  |
| Paratroopa            | Patapata ( パタパタ)             | Koopa Paratroopa          | Les Paratroopas volent sans but et foncent soudainement sur le joueur. Piétiné, il perdent leurs ailes. | |  |
| Plante Piranha        | Pakkun Furawā (パックンフラワー) | Piranha Plant             | Les Plantes Piranhas sont des plantes qui se montrent rapidement et sans prévenir, cherchant à manger le joueur. Elles ne peuvent pas être éliminées en sautant dessus.                                    | |  |
| Podoboo               | Baburu (バブル)                  | Lava Bubble               | Les Podoboos sont des boules sortant de la lave à l'intérieur du château de Bowser. | |  |

## Super Mario Bros. 2

### Personnages
- Mario
- Luigi
- Princesse Peach (alors Princesse Champignon[3])
- Toad

### Antagonistes, Boss et Ennemis
| Nom français             | Nom japonais                 | Nom anglais       | | Description, |  |
| ------------------------ | ---------------------------- | ----------------- | --- | --- |  |
| Wart                     | Wāto (ワート)                | Wart              | | Wart est le plus méchant de tous les habitants du pays des rêves. En jouant avec la machine des rêves, il a créé des monstres. |  |
| Birdo                    | Kyasarin (キャサリン)        | Birdo             | Birdo prétend être une fille et fait jaillir des œufs de sa bouche. Il préférerait se nommer "Birdetta".                                                                                    | |  |
| Clawgrip                 | Kurōgurippu (クローグリップ) | Clawgrip          | Clawgrip grossit subitement et lance des rochers avec une adresse surprenante. | |  |
| Fruguy                   | Hībōbō (ヒーボーボー)        | Fryguy            | . Fruguy crache des flammes lorsqu'il est furieux. Wart s'est servi du feu pour créer cette entité.                                                                                         | |  |
|                          |                              | Mask Gate         | Généralement utile, cette porte en forme d'oiseau peut parfois attaquer. | |  |
| Mouser                   | Mausā (マウサー)             | Mouser            | Mouser bombarde les bons rêves avec des mauvais rêves. Très fier, il refuse de croire qu'il est une simple souris.                                                                          | |  |
| Tryclyde                 | Gabucho (ガブチョ)           | Tryclyde          | Tryclyde sut si bien impressionner par sa fourberie et ses capacités offensives, qui ont trois fois la force normale, que Wart en fit un de ses alliés.                                     | |  |
| Albatoss                 | Arubatosu (アルバトス)       | Albatoss          | Albatoss n'était au début qu'un simple habitant du pays des rêves. Mais sur ordre de Wart, il est maintenant chargé du transport des Bob-Ombs.                                              | |  |
| Autobomb                 | Ōtobomu (オートボム)         | Autobomb          | Autobomb est le véhicule préféré de Shyguy. On l'appelle aussi "la machine à cauchemars".                                                                                                   | |  |
| Beezo (rouge/rose)       | Tondariya (トンダリヤ)       | Beezo (red/pink)  | (rouge) Spécialiste des attaques en piqué. Beezo ressemble à un Shyguy ailé. (rose) Beezo vous attaque en volant droit sur vous. Restez calme et étudiez ses mouvements avec soin.          | |  |
| Bob-Omb                  | Bobu (ボブ)                  | Bob-Omb           | Bob-Omb a très mauvais caractère. Lorsqu'il se fâche, il explose. | |  |
| Cobrat                   | Garagēro (ガラゲーロ)        | Cobrat            | Bien que Cobrat préfère dormir dans une jarre, il se déplace sur les ordres de Wart et apparaît souvent dans les rêves de Toad.                                                             | |  |
| Flurry                   | Furāri (フラーリ)            | Flurry            | Le monstre des neiges. Flurry vous poursuit sur des patins à glace. | |  |
| Hoopster                 | Fūpusutā (フープスター)      | Hoopster          | De la taille d'une balle de basket, Hoopster ressemble à une coccinelle. Il rampe sur les vignes.                                                                                           | |  |
| Shyguy (rouge/rose)      | Heihō (ヘイホー)             | Shyguy (red/pink) | (rouge) Shyguy porte un masque parce qu'il est timide. Membre des ''8 minus" (le club des mauvais rêves). (rose) Shyguy va et vient sur les collines. Evitez-les avec soin.                 | |  |
| Ninji (1/2)              | Hakkun (ハックン)            | Ninji (1/2)       | (1) Ninji est rapide et vous poursuit sans relâche. C'est un petit diable qui apparaît dans les rêves des joueurs. (2) Ninji se tient au même endroit et saute sans arrêt. Un type bizarre. | |  |
| Autruche                 | Daucho (ダウチョ)            | Ostro             | Ostro sert de moyen de transport dans le pays des rêves. Les Shyguy le montent souvent. | |  |
| Panser                   | Ponkī (ポンキー)             | Panser            | Panser est le seul végétal que Wart a créé pour le pays des rêves. Il crache du feu. | |  |
| Pokey                    | Sanbo (サンボ)               | Pokey             | Pokey est un vrai cactus ambulant. Tout son corps est recouvert d'épines, à l'exception de sa tête. Ses épines vous blesseront si vous y touchez.                                           | |  |
| Phanto                   | Kamēn (カメーン)             | Phanto            | Normalement, Phanto se tient tranquille près des clés. Mais si vous prenez une clé, il vous poursuivra.                                                                                     | |  |
| Pidgit                   | Dodorigesu (ドドリゲス)      | Pidgit            | Pidgit est porteur de mauvais rêves. Wart lui a donné un tapis volant car il ne peut voler de lui-même.                                                                                     | |  |
| Porcupo                  | Harimannen (ハリマンネン)    | Porcupo           | Le corps de Porcupo étant recouvert de piquants, vous ne pouvez grimper sur son dos. | |  |
| Snifit (rouge/gris/rose) | Mūcho (ムーチョ)             | Snifit            | (rouge) Shifit porte un masque et crache des balles de mauvais rêves. Membre des ''8 minus". (gris) Shifit saute avant de crache des balles. (rose) Shifit va et vient dans les collines.   | |  |
| Spark                    | Supāku (スパーク)            | Spark             | Spark brille en tournant autour des murs et des planchers du monde souterrain. Il se déplace vite ou lentement.                                                                             | |  |
| Trouter                  | Totosu (トトス)              | Trouter           | Trouter est un poisson qui vit dans le pays des rêves. Vous le trouverez dans les chutes et les rivières. Il s'en prend au joueur.                                                          | |  |
| Tweeter                  | Rīton (リートン)             | Tweeter           | Tweeter est un oiseaux masqués. Il sautille. Essayez de sauter sur sa tête. | |  |

## Super Mario Land

### Personnages
- Mario
- Princesse Daisy

### Antagonistes, Boss et Ennemis
| Nom français                            | Nom japonais                           | Nom anglais                             | | Description, |  |
| --------------------------------------- | -------------------------------------- | --------------------------------------- | --- | --- |  |
| Tatanga, monstre mystérieux de l'espace | Uchū kaijin Tatanga (宇宙怪人タタンガ) | Tatanga, the Mysterious Spaceman        | | Tatanga est un monstre, dont la nature même reste une énigme, apparu soudainement d'au-delà du cosmos. À bord du robot de combat Pagosu, il attaque dans toutes les directions à l'aide de roquettes. |  |
| Biokinton                               | Paokinton (パオキント)                 | Biokinton                               | Maître du royaume de Chal, Biokinton est timide qui se cache toujours dans les nuages. Jusqu'à maintenant, personne ne l'a vu. Peut être abattu avec 20 missiles.                                                                                               | |  |
| Hiyoihoi                                | Hyoihoi (宇ヒョイホイ)                 | Hiyoihoi                                | Hiyoihoi est le maître du royaume d'Easton. Sorte de Tokotoko évolué. Comme il lance des Ganchans, attention à ne pas vous faire écraser. Vous ne pouvez pas le tuer en lui sautant dessus. Il vous faut 10 super boules pour en venir à bout.                  | |  |
| Roi Totomesu                            | Kingu Totomesu (キング・トトメス)      | King Totomesu                           | Le Roi Totomesu est le maître du royaume de Birabuto. Il crache des flammes en sautant verticalement. Vous ne pouvez pas le tuer en lui sautant dessus. Il vous faut 5 super boules pour en venir à bout                                                        | |  |
| Tamao                                   | Tamaō (タマオー)                       | Tamao                                   | Tamao est un être vivant immortel, il garde son maître dans la chambre du Dragon Zamasu | |  |
| Dragon Zamasu                           | Doragonzamasu (ドラゴンザマス)         | Dragonzamasu                            | Maître du royaume de Muda, Dragon Zamasu est protégé par Tamao et crache du feu en se déplaçant verticalement. Vous pouvez le tuer avec 20 torpilles. | |  |
| Batadon                                 | Patadon (パタドン)                     | Batadon                                 | Batabon est une statue de pierre ailée. Cherchant à écraser Mario. | |  |
| Bunbun                                  | Bunbun (ブンブン)                      | Bunbun                                  | Bunbun vole dans le ciel en décochant des flèches. | |  |
| Chicken                                 | Chikkin (チッキン)                     | Chicken                                 | Chicken est un oiseau élevé par Tatanga en vue du combat. Il s'approche de Mario en volant en zigzag. Peut être abattu avec 1 missile. | |  |
| Chibibo                                 | Chibibō (チビボー)                     | Chibibo                                 | Chibibo est un petit champignon qui se déplace sur le sol à petit pas. | |  |
| Chikako (Brillant)                      | Chikako (チカコ)                       | Chikako (Glitter)                       | Chikako est un corps brillant flottant dans l'espace, protégé par une barrière de radiations. Peut être abattu avec 10 missiles. | |  |
| Fleur Pakkun (inversée)                 | Pakkun Furawā (パックンフラワー)       | (Upside Down (Headstand)) Pakkun Flower | (inversée) Fleurs Pakkun survenant d'en haut. Prenez garde à ne pas vous faire mordre la tête. (normale) La Fleur Pakkun est un plante cannibale vivant dans les tuyaux. Attention ! Elle sort brusquement. Vous ne pouvez pas l'écraser en lui sautant dessus. | |  |
| Fleur Pompon                            | Ponpon Furawā (ポンポンフラワー)       | Pompon Flower                           | La Fleur Pompon projette tout en marchant un pollen toxique. | |  |
| Ganchan                                 | Ganchan (ガンチャン)                   | Ganchan                                 | Les Ganchans sont des rochers qui tombent brusquement du ciel. Ils sont terribles s'ils vous écrasent mais très utiles si vous arrivez à leur monter dessus : ils vous aident à vous déplacer. Profitez-en ! Ils ne peuvent pas être tués.                      | |  |
| Gao                                     | Gaō (ガオー)                           | Gao                                     | Gao reste immobile car son corps est lourd. Mais crache des boules de feu à l'intention de Mario. | |  |
| Gira                                    | Girā (ギラー)                          | Gira                                    | Gira est un missile lancé à partir d'une plateforme de lancement. Vous pouvez l'anéantir en lui sautant dessus. | |  |
| Gunion                                  | Gunyon (グニョン)                      | Gunion                                  | Gunion se balance verticalement dans l'eau. Mais attention ! Si vous lancez 2 torpilles, il se divise en 2 et attaque. | |  |
| Honen                                   | Hōnen (ホーネン)                       | Honen                                   | Les Honen sont des squelettes d'un Torion mangé par Tatanga. Il bondit hors de l'eau. Les super boules sont inefficaces. | |  |
| Kumo                                    | Burakku Pyon (ブラックピョン)          | Kumo                                    | Kumo est une sorte d'araignée qui attaque Mario en lui sautant dessus. | |  |
| Mekabon                                 | Mekapon (メカポン)                     | Mekabon                                 | Mekabon est un robot qui attaque Mario avec la tête. Il peut être vaincu en sautant sur sa tête. | |  |
| Fly                                     | Fūrai (フーライ)                       | Fly                                     | Fly est une mouche vampire voltigeuse. Vous pouvez la tuer en lui sautant dessus. | |  |
| Nokobon                                 | Nokobon (ノコボン)                     | Nokobon                                 | Nokobon est une tortue portant une bombe sur le dos. Evitez la soigneusement car elle explose si vous lui sautez dessus. | |  |
| Nyololin                                | Nyororin (ニョロリン)                  | Nyololin                                | Nyololin est trop froussard pour faire un geste, mais dès qu'il voit Mario, il crache des boules toxiques. | |  |
| Pionpi                                  | Pyonpī (ピョンピー)                    | Pionpi                                  | Pionpi vient en soutillant à la rencontre de Mario. Vous avez beau lui marcher dessus, il ressuscite obstinément. Vous pouvez le tuer d'une super boule. | |  |
| Roketon                                 | Roketon (ロケトン)                     | Roketon                                 | Roketon est un avion de chasse où prennent place les gardes du corps de Tatanga. Il tire des boulets de canon contre Sky Pop. Peut être abattu d'un missile. | |  |
| Suu                                     | Sū (スー)                              | Suu                                     | Suu est une araignée vivant et tissant sa toile dans les grottes. Lorsque Mario approche, elle descend sans faire de bruit. | |  |
| Tokotoko                                | Tokotoko (トコトコ)                    | Tokotoko                                | Tokotoko est une statue de pierre qui se déplace en balançant ses poings de toutes ses forces. | |  |
| Torion                                  | Torion (トリオン)                      | Torion                                  | Les Torions sont des poissons cannibales qui nagent toujours par 3. Peuvent être tués d'une torpille. | |  |
| Yurarin                                 | Yurarin (ユラリン)                     | Yurarin                                 | Yurarin est l'acolyte du dragon Zamasu. Il nage dans l'eau en se balançant lentement. Peut être tué avec 2 torpilles. | |  |
| Yurarin Boo                             | Yurarin pū (ユラリン・プー)            | Yurarin Boo                             | Yurarin Boo est le grand frère de Yurarin, il crache des boules de feu en se mouvant verticalement. Les super boules sont inefficaces. | |  |

## Super Mario Bros. 3

### Personnages
- Mario
- Luigi
- Princesse
- Toad
- Rois des Pays du Monde des Champignons

### Antagonistes, Boss et Ennemis
| Nom français            | Nom japonais                      | Nom anglais        | | Description |  |
| ----------------------- | --------------------------------- | ------------------ | --- | ----------- |  |
| Bowser                  | Kuppa (クッパ)                    | Bowser             | |             |  |
|                         |                                   |                    | Les enfants de Bowser : Larry, Iggy, Ludwig, Lemmy, Roy, Morton Jr., Wendy O. Koopa |             |  |
| Boum Boum               |                                   | Boom Boom          | Boum Boum se précipite avec ses grands bras ballants. Mario doit sauter 3 fois sur Boom Boom pour le vaincre. Défi difficile puisque Boom Boom prend de la vitesse quand on lui saute dessus. |             |  |
| Bulle et ses petits     | Ko Gessō (子ゲッソー)             | Bloober with kids  | Bulle et ses petits nagent sous l'eau. Les petits de son cousin Bulle de bain bondissent dans toutes les directions.                                                                          |             |  |
| "Boo" deur              | Teresa (テレサ)                   | "Boo" Diddly       | Boo est trop bête pour regarder le monde en face. Mais quand le monde se retourne... |             |  |
| Bouchée enchaînée       | Wanwan (ワンワン)                 | Chain Chomp        | Bien qu'elle soit enchaînée à un bloc, Bouchée enchaînée est plutôt déchaînée. Seul Mario invincible peut la vaincre.                                                                         |             |  |
| Bouchée de feu          | Keronpa (ケロンパ)                | Fire Chomp         | Un boulet noir suivi d'une chaîne de feu qui crache des balles de feu à Mario. Attention ! Ces balles peuvent exploser !                                                                      |             |  |
| Flexcible               | Necchī (ネッチー)                 | Stretch            | Un fantôme qui se cache sous le plancher en attendant sa cible. |             |  |
| Frères Boomerang        | Būmeran Burosu (ブーメランブロス) | Boomerang Brothers | Ils ont troqué leurs marteaux pour des boomerangs et peuvent les lancer tous les deux à la fois.                                                                                              |             |  |
| Frères Forgerons        | Himan Burosu (ヒマンブロス)       | Sledge Brothers    | Ils font trembler le sol quand ils sautent. Ils lancent leurs marteaux. Pour ne pas perdre pied, Mario doit sauter quand les frères forgerons atterrissent.                                   |             |  |
| Frères de feu           | Faia Burosu (ファイアブロス)      | Fire Brothers      | Ils lancent des balles de feu à Mario |             |  |
| Laflamme                | Wōku (ウォーク)                   | Hot Foot           | Habituellement, Laflamme reste sur sa chandelle. Mais si Mario s'en approche, Laflamme le poursuivra.                                                                                         |             |  |
| Lava Lotus              | Suichūka ( スイチューカ)          | Lava Lotus         | Une fleur artificielle qui pousse et fleurit dans les profondeurs de la mer. Méfie-toi des balles de lave qu'elle projette.                                                                   |             |  |
| Médusélectrique         | Shibire Kurage (しびれくらげ)     | Jelectro           | Cette mesure électrique attend patiemment et silencieusement l'arrivée de Mario. Elle est invincible.                                                                                         |             |  |
| Micro-Goombas           | Mame Kuribō (マメクリボー)        | Micro-Goombas      | Ces enfants des Para-Goomba s'accrocheront à Mario. La seule façon de les décoller, c'est en appuyant sur le bouton A de façon répétitive.                                                    |             |  |
| Les PIranhas marchantes | Puchi Pakkun (プチパックン)       | Walking Piranas    | Ces petites fleurs sautent quand Mario arrive à proximité. Certes d'entre elles se déplacent.                                                                                                 |             |  |
| Para-scarabées          | Pata Metto ( パタメット)          | Para-Beetles       | Mario peut les chevaucher. |             |  |
| Para-Goomba             | Patakuribō (パタクリボー)         | Para-Goomba        | Une nouvelle version volante d'un vieil habitué. Si tu sautes dessus, il perd ses ailes. |             |  |
| Cramponnes              | Fūfū Pakkun (フーフーパックン)    | Ptooie             | Les Cramponnent sont des fleurs soufflant des balles à crampons. Elles sont nomades ou sédentaires vivant dans les tuyaux.                                                                    |             |  |
| Rotodisque              | Kukkī (クッキー)                  | Rotodisc           | Tournent autour du chemin et rendent la vie difficile à Mario. |             |  |
| Friandes                | Burakku Pakkun (ブラックパックン) | Munchers           | Les Friandes attendent calmement Mario. Elles sont absolument invincibles. |             |  |
| Serpent de feu          | Faia Sunēku (ファイアスネーク)    | Firesnake          | Une chaîne mouvante de boules de feu qui est prête à passer au travers de bien des difficultés pour atteindre Mario.                                                                          |             |  |
| Ossec                   | Karon (カロン)                    | Dry Bones          | Une tortue momifiée ? Peu importe le nombre de fois Mario saute dessus, il reviendra à la vie.                                                                                                |             |  |
| Crampon                 | Gabon (ガボン)                    | Spike              | Crampon est plutôt "relax" malgré son nom. Mais lorsqu'il voit Mario, il lance des balles à crampons. Crampon sort parfois de terre.                                                          |             |  |
| Pâchère-pâchère         | Togepuku (トゲプク)               | Cheep-cheep        | Nageant dans la mer, ce petit poisson épineux essaiera de bloquer le passage à Mario. |             |  |
| Les Cornifleux          | Dossun (ドッスン)                 | Thwomp             | Si Mario s'approche d'un Cornifleux, le Cornifleux essaiera de l'écraser. Comme les Cornifleux sont couverts de cornes, Mario doit éviter de s'y frotter car qui s'y frotte...                |             |  |
| Cléo la clé             | Pū (プー)                         | Rocky Wrench       | Cléo est une tortue qui ressemble un peu à une taupe. Elle apparaît sans avertir et lance des clés anglaises à Mario                                                                          |             |  |

Retour des ennemis suivants :
- Buzzy Beetle, (sous le nom de Scarabée bourdonnant)
- Koopa
- Bob-omb

## Super Mario World

### Personnages
- Mario
- Luigi
- Princesse Peach (alors Princesse Toadstool[9])
- Yoshi : Quelque part au pays des dragons, se cachent trois Yoshis de couleur différente. Ils sont tout petits, et vous devez les nourrir pour qu'ils grandissent. Si vous leur donnez cinq ennemis à manger, ils se transforment en grand Yoshi[9] :
  - Yoshi rouge crache toujours des boules de feu, quelle que soit la couleur des carapaces qu'il garde dans sa bouche.
  - Yoshi bleu peut voler pendant une période de temps déterminée.
  - Yoshi jaune, lorsqu'il saute, lance des nuages de sable pendant une période de temps déterminée.
- Dauphins : Ne vous inquiétez pas, les dauphins sont vos amis. Ils aident Mario à traverser l'eau. Les dauphins se ressemblent. Les bancs de dauphins sont fort utiles[9].

### Antagonistes, Boss et Ennemis
| Nom français                | Nom japonais   | Nom anglais           | | Description, |  |
| --------------------------- | -------------- | --------------------- | --- | ------------ |  |
| Bowser                      | Kuppa (クッパ) | Bowser                | |              |  |
| The Big Boo                 |                | The Big Boo           | De Super Mario Bros. 3. Cette fois-ci, il y en a toute une ribambelle ! Et parmi eux, un gros fantôme du nom de Big Boo. |              |  |
| Reznor                      |                |                       | |              |  |
| Koopalings                  |                |                       | Les enfants de Bowser : Larry, Iggy, Ludwig, Lemmy, Roy, Morton Jr., Wendy O. Koopa |              |  |
| Chargin' Chuck              |                | Chargin' Chuck        | Ces footballeurs semblent barrer le chemin de Mario juste au moment où son but est en vue. |              |  |
| Dino-Rhino Mini-Rhino       |                | Dino Rhino Mini-Rhino | Ce sont des dragons venus de Chocolate Island (Ile au chocolat). Les Dino-Rhino deviennent Mini-Rhino si vous sautez dessus. Attention ils crachent du feu |              |  |
| Frère Sumo                  |                | Sumo Brother          | Lorsqu'il frappe du pied, la foudre s'abat, et tout ce qu'elle atteint se change en flammes. |              |  |
| Le Mystérieux               |                | Eeries                | C'est un fantôme dinosaure qui erre dans la maison hantée. Son visage blême vous poursuit et... c'est vraiment un fantôme affreux. ! |              |  |
| Magikoopa                   |                | Magikoopa             | Magikoopa est une des tortues magiciennes. Les étranges lueurs qui sortent de sa baguette magique peuvent transformer de simples rochers en ennemis. |              |  |
| Oursin                      |                | Urchin                | Oursin géant qui flotte dans la mer. Il ne se déplace pas très vite ; si vous nagez près de lui en faisant attention, il n'y aura pas de problème. Mais si bonjour la douleur si vous vous faites piquer.                                                                                    |              |  |
| Plante carnassière sautante |                | Jumpin' Piranha Plant | C'est une version tropicale de la plante Volcano. |              |  |
| Rex                         |                | Rex                   | Rex a des ailes mais il ne peut pas voler. Vous ne pouvez rencontrer cette sorte d'ennemi que dans Dinosaur land et ils sont légion ! Il vous faut sauter deux fois sur un Rex pour le vaincre.                                                                                              |              |  |
| Rip Van Fish                |                | Rip Van Fish          | Ce petit ami est toujours en train de somnoler, mais lorsque Mario arrive, il se réveille et se lance à sa poursuite. Quoique vous fassiez, ne laissez pas Rip toucher Mario. |              |  |
| Super Koopa                 |                | Super Koopa           | Super Koopa est un Koopa qui peut voler dès qu'il enfile la cape magique. Il est de taille à donner du mal à Mario-Cape lors d'un combat aérien ! Mais regardez l'aspect positif du problème : vous gagnez une Plume de cape si vous sautez sur un de ceux qui portent une cape clignotante. |              |  |
| Monty Mole                  |                | Monty Mole            | C'est une taupe qui jaillit du sol. Il y en a même de plus grosses sous terre. |              |  |
| Wiggler                     |                | Wiggler               | Une chenille qui vit dans la forêt. Normalement, Wiggler est très calme, mais une fois qu'on saute sur elle, elle se colore de rouge et se met très en colère. Si possible, traitez Wiggler avec respect.                                                                                    |              |  |

Retour des ennemis suivants :
- Bob-Omb
- Goomba
- Koopa
- Les Cornifleux, devenu Thwomp

## Super Mario Land 2: 6 Golden Coins

### Personnages
- Mario
- Zed l'Assoupi

### Antagonistes, Boss et Ennemis
| Nom français                    | Nom japonais       | Nom anglais | | Description |  |
| ------------------------------- | ------------------ | ----------- | --- | --- |  |
| Wario                           | NR                 | NR          | | Wario est le contraire de Mario. Il est connu pour sa cupidité, prouvée dans ses aventures contre les Sugar Pirates et Capitaine Syrup. Il y a aussi plusieurs jeux qui lui sont consacrés. |  |
| Cross                           | NR                 | NR          | Cross est un oiseau vivant sur un nid en haut de la Zone des Arbres et gardant la première pièce d'or, cachée dans un œuf géant.                                             | |  |
| Pako & Poko                     | NR                 | NR          | Pako & Poko sont les boss de la zone de la Tortue. Il s'agit d'un poulpe géant nommé Pako qui crache des petites pieuvres appelées Poko.                                     | |  |
| Ricky                           | NR                 | NR          | Ricky est un rat de couleur jaune et un nez en forme de pointe qu'il utilise pour attaquer Mario.                                                                            | |  |
| Tabatha                         | NR                 | NR          | NR | |  |
| Trois petits cochons            | NR                 | NR          | Les Trois petits cochons sont 3 frères cochons (Grouin, Grouideux et Grouitrois) sont les boss de la Zone Mario.                                                             | |  |
| Abeille-Squelette               | NR                 | NR          | Les Abeille-Squelettes sont des abeilles avec un crâne de squelette à la place de la tête.                                                                                   | |  |
| Aiguillon                       | NR                 | NR          | Les Aiguillons sont des piques accrochés au plafond qui tombent lorsque le joueur passe en-dessous.                                                                          | |  |
| B-Fly                           | NR                 | NR          | Les B-Flys sont des grosses mouches. Elles sont inoffensives sauf si l'on court trop près d'elles.                                                                           | |  |
| Badaboum                        | NR                 | NR          | Les Badaboums sont une sous-espèce de Fourmili avec un canon sur la tête. | |  |
| Balailais                       | NR                 | NR          | Les Balailais sont des balais. | |  |
| Ballourson                      | NR                 | NR          | Les Balloursons sont des oursons qui roulent sur un ballon comme au cirque.                                                                                                  | |  |
| Bero                            | NR                 | NR          | Les Beros sont des lanternes en carton avec des yeux et une langue. | |  |
| Boing                           | NR                 | NR          | Les Boings sont des diables qui se déplacent et rebondissent dans des boîtes à jouet.                                                                                        | |  |
| Bomb Bomb                       | NR                 | NR          | Le Bomb Bomb sont des petits cochons de couleur rose avec un nez comme un orifice de canon, crachant des boulets de canon.                                                   | |  |
| Bombinette Noko                 | NR                 | NR          | Les Bombinettes Noko sont une sous-espèce de Bruyinsectes qui possèdent une carapace explosive.                                                                              | |  |
| Bouboule                        | NR                 | NR          | Les Bouboules sont des Bunbuns plus gros qui essaient d'écraser le joueur à la manière d'un Thwomp.                                                                          | |  |
| Bunbun                          | NR                 | NR          | Les Bunbuns sont des abeilles. | |  |
| Casse-tête                      | NR                 | NR          | Les Casses-tête sont des avant-bras à pointes. Ils portent la même couleur et la même insigne que l'avant bras de Wario.                                                     | |  |
| Crapouillot Sauteur (Crapaud)   | Pyonta (ピョンタ ) | NR          | Les Crapouillot Sauteurs sont des crapauds verts. | |  |
| Crapouillot-Sauteur (Tentacule) | Pikku (ピック )    | NR          | Les Crapouillot-Sauteurs sont des tentacules de pieuvres. | |  |
| Crocula                         | NR                 | NR          | Les Croculas sont des petits vampires. Pour attaquer, ils envoient des chauve-souris nommée Minikyura.                                                                       | |  |
| Dondon                          | NR                 | NR          | Les Dondons sont des oiseaux de couleur marron avec un ventre blanc. | |  |
| Don Masko                       | NR                 | NR          | Les Don Maskos sont des visages sphériques roulant sur eux-mêmes et portant une moustache et des sourcils ressemblant à ceux de Wario.                                       | |  |
| F-Boy                           | NR                 | NR          | Les F-Boys sont des petites boules de feu de couleur orange qui se dirigent en ligne droite sans faire attention à ce qu'il y a autour d'eux.                                | |  |
| Fourmili                        | NR                 | NR          | Les Fourmilis sont une espèce de fourmis violette. | |  |
| Fourpique                       | NR                 | NR          | Les Fourpiques sont une sous-espèce de Fourmili sans antenne avec des piques sur le dos et sur la tête.                                                                      | |  |
| Frico                           | NR                 | NR          | Les Fricos est une sous-espèce de Frizos mais plus petite et grise. | |  |
| Frizo                           | NR                 | NR          | Les Frizos sont des grosses boules à pics verts. | |  |
| Goomba Boo                      | NR                 | NR          | Les Goombas Boos sont un fantôme de Goomba. | |  |
| Goomba Marin                    | NR                 | NR          | Les Goombas Marins sont des Goombas portant un scaphandre. Il agît comme un Goomba hors de l'eau.                                                                            | |  |
| Grubby                          | NR                 | NR          | Les Grubbys sont une sous-espèce de Uneras. Ils possèdent des pics. | |  |
| Hérisse-poil                    | NR                 | NR          | Les Hérisses-Poils sont des hérissons bipèdes. | |  |
| J-Son                           | NR                 | NR          | Les J-Sons sont des têtes bipèdes avec un masque de hockey et un couteau planté dans le crâne. Son nom et son apparence font référence à Jason Voorhees du film Vendredi 13. | |  |
| Joe le Requin                   | NR                 | NR          | Joe le Requin est un requin gris doté de gants de boxe. | |  |
| Karakara                        | NR                 | NR          | Les Karakaras sont des parapluies doté d'un seul œil au sommet de l'ombrelle et d'une seule jambe sur laquelle il se tient.                                                  | |  |
| Karamenbō                       | NR                 | NR          | Les Karamenbōs sont un assemblage de cylindres à piques qui tournent sur eux-mêmes.                                                                                          | |  |
| Keipu                           | NR                 | NR          | Les Keipus sont des sorciers au long nez. | |  |
| Kidcut                          | NR                 | NR          | Les Kidcuts sont des jouets soldats. | |  |
| Kyororo                         | NR                 | NR          | Les Kyororos sont des créatures ressemblant à un Cyclope et portant un kimono avec une ceinture noire.                                                                       | |  |
| Libelluline                     | NR                 | NR          | Les Libellulines sont des grands insectes violets ayant l'apparence d'une libellule.                                                                                         | |  |
| Minikyura                       | NR                 | NR          | Les Minikyuras sont des chauve-souris. | |  |
| Môgyo                           | NR                 | NR          | Les Môgyos sont un mélange entre une vache et un poisson. | |  |
| No.48                           | NR                 | NR          | Les No. 48 sont des petits vaisseaux spatiaux de couleur or possédant des pieds rouges et des yeux.                                                                          | |  |
| Pointor                         | NR                 | NR          | Les Pointors sont des boules entourés d'épines qui gravitent autour d'une autre boule.                                                                                       | |  |
| Poisson-hérisson                | NR                 | NR          | Les Poissons-Hérissons sont des poissons qui possèdent des piques. Ils peuvent gonfler et se dégonfler.                                                                      | |  |
| Polo                            | NR                 | NR          | Les Polos sont des petits vaisseaux spatiaux. Ils apparaissent dans la plupart des niveaux de la Zone Espace.                                                                | |  |
| Roule-boule                     | NR                 | NR          | Les Roule-boules sont une sous-espèce de Fourmili avec un casque spéléologique et une pelle creusant dans le sol.                                                            | |  |
| Scarabée-Guerrier               | NR                 | NR          | Les Scarabée-Guerriers sont des scarabées Atlas. | |  |
| Stars                           | NR                 | NR          | Les Stars sont des étoiles scintillantes, qui bloquent le passage et sont invincibles.                                                                                       | |  |
| Tamara                          | NR                 | NR          | Les Tamaras sont des petits œufs qui s'abritent dans un pot de fleur. | |  |
| Tatenoko                        | NR                 | NR          | Les Tatenokos sont des ennemis qui ressemblent à des scies. | |  |
| Taupe-perceuse                  | NR                 | NR          | Les Taupe-Perceuses sont des taupes possédant un poil couleur marron crème, un nez en forme de vrille et des yeux complètement noirs.                                        | |  |
| Toriuo                          | NR                 | NR          | Les Toriuos sont des poissons de couleur noire et blanche, possédant une bouche semblable à un bec d'oiseau.                                                                 | |  |
| Tosenbo                         | NR                 | NR          | Les Tosenbos sont des créatures jaunes dont le corps est recouvert de pics orange.                                                                                           | |  |
| Tosanboru                       | NR                 | NR          | Les Tosanborus sont des boules recouvertes de pics qui montent et descendent le long d'une chaîne.                                                                           | |  |
| Unera                           | NR                 | NR          | Les Uneras sont des larves d'abeilles avançant très lentement. | |  |
| Unibô                           | NR                 | NR          | Les Unibôs sont des oursins. | |  |
| Vissette                        | NR                 | NR          | Les Vissettes sont des ennemis s'apparentant à des vis présent seulement dans la Zone Mario.                                                                                 | |  |
| Yashichi                        | NR                 | NR          | Les Yashichi sont des shurikens. | |  |
| Wakiri                          | NR                 | NR          | Les Wakiri sont des lames parallèles asynchrones. | |  |

## Super Mario 64

### Personnages
- Mario
- Yoshi
- Princesse Peach
- Toad
- Bonhomme de neige
- Bob-omb rose
- Dorrie
- Frères Lakitu
- Hiboulul
- Koopa Rapido
- Mario de métal (C'est une transformation de Mario pour aller dans les fonds marins sans pouvoir nager. Il apparaît dans les d'autres jeux. Il est un rival de Mario.)
- MIPS
- Pingouin
- Raie manta
- Ukkiki

### Antagonistes, Boss et Ennemis
| Nom français         | Nom japonais   | Nom anglais | | Description |  |
| -------------------- | -------------- | ----------- | --- | ----------- |  |
| Bowser               | Kuppa (クッパ) | Bowser      | |             |  |
| Cyrock               | NR             | NR          | Cyrock est composé de 2 mains en pierre qui possèdent un œil sur chaque paume. |             |  |
| Goomboss             | NR             | NR          | Le Goomboss est le boss des Goombas. |             |  |
| Grand Voyou          | NR             | NR          | Le Grand Voyous possède la même apparence que les Voyous, mais beaucoup plus grands. |             |  |
| Grand Voyou de glace | NR             | NR          | Le Grand Voyou de glace (ou Givross) est un Voyou bleu avec des reflets blancs et une seule corne au milieu de la tête. Il possède une moustache de glace. |             |  |
| Roi Bob-omb          | NR             | NR          | Le Roi Bob-omb est le boss des Bob-ombs. |             |  |
| Roi Boo / Big boo    | NR             | NR          | Le Roi Boo ressemble à un Boo normal, sauf en plus grand, et porte une couronne dorée. Il est l'antagoniste principal des jeux Luigi's Mansion. Il est un allié de Bowser, le roi des Koopas. Il a un teint légèrement violet, une langue bleu, des yeux violet, et porte une couronne ornée d'un gros joyau violet également. C'est principalement ce joyau qui est la source de ses pouvoirs. Big Boo est un Boo beaucoup plus grand que les autres. Il est remplacé par le Roi Boo dans la version DS. |             |  |
| Roi Whomp            | NR             | NR          | Le Roi Whomp (ou Gros Whomp, Big Whomp) est très grand et porte une couronne. Il est le Roi des Whomps. |             |  |
| Amp                  | NR             | NR          | Les Amps sont des petits boules électrifiées. |             |  |
| Anguy                | NR             | NR          | NR |             |  |
| Aquaraignée          | NR             | NR          | Les Aquaraignées sont des araignées patinant sur l'eau. |             |  |
| Arayée               | NR             | NR          | Les Arayées sont des araignées rayées jaunes et noires (jaunes et violets à partir de New Super Mario Bros. 2). Elles sont suspendues à leurs toiles, et n'hésitent pas à tomber sur le joueur quand il passe. |             |  |
| Blotoc               | NR             | NR          | Les Blotoc (ou Tox Box) sont des boîtes à une ouverture qui font partie de la famille des Thwomps. Leur visage est gravé dans la pierre. Ils sont menaçants et écrasent tout sur leur passage. |             |  |
| Bookend              | NR             | NR          | NR |             |  |
| Boulet de canon      | NR             | NR          | NR |             |  |
| Chuckya              | NR             | NR          | NR |             |  |
| Fwoosh               | NR             | NR          | NR |             |  |
| Grindel              | NR             | NR          | NR |             |  |
| Heave-Ho             | NR             | NR          | Les Heave-Hos sont des robots rouges possédant des plateformes qui éjectent le joueur loin s'il monte dessus. |             |  |
| Hélico Maskass       | NR             | NR          | NR |             |  |
| Klepto               | NR             | NR          | NR |             |  |
| M. Œil               | NR             | NR          | Les M. Œils sont des globes oculaires qui lévitent. |             |  |
| Maxi-Carnivore       | NR             | NR          | Les Maxi-Carnivores sont des versions plus grande des Plantes Piranhas. |             |  |
| Micro Goomba         | NR             | NR          | Les Micros Goombas sont des versions plus petites des Goombas. |             |  |
| Micro Koopa          | NR             | NR          | Les Micros Koopas sont des versions plus petites des Koopas. |             |  |
| Micro Plante Piranha | NR             | NR          | Les Micros Plantes Piranhas sont des versions plus petites des Plantes Piranhas. |             |  |
| Moneybag             | NR             | NR          | Les Moneybags sont des espèces bipèdes qui fuient le joueur après avoir été démasqué. |             |  |
| Mr. Blizzard         | NR             | Flurry      | NR |             |  |
| Piano fou            | NR             | NR          | NR |             |  |
| Snufit               | NR             | NR          | NR |             |  |
| Spindel              | NR             | NR          | NR |             |  |
| Spindrift            | NR             | NR          | NR |             |  |
| Sushi                | NR             | NR          | NR |             |  |
| Ukiki                | NR             | NR          | Les Ukikis sont des petits singes bruns. Ils attrapent la casquette de Mario et lancent des bananes. Ils apparaissent aussi dans les opus de Mario Party, et dans Yoshi's Woolly World. |             |  |
| Voyou                | NR             | NR          | Les Voyous (ou Moches) sont des personnages sphériques noirs avec des pieds verts, des yeux menaçants, et des cornes jaunes (qui n'empêchent pas de sauter dessus). Leur apparence rappelle un diablotin. Ils restent généralement en solitaires sur des plateformes, et foncent sur le joueur pour le bousculer dès qu’ils le voient, tentant de l'éjecter dans un trou, de la lave, de l’eau glacée ou quelconque obstacle alentour.                                                                    |             |  |
| Whomp                | NR             | NR          | Les Whomps sont des dominos géants de pierre, avec deux bras, deux jambes, et un visage particulièrement patibulaire. Ils attaquent en se laissant tomber, face contre terre sur le joueur. Ayant un énorme pansement (ou une fissure) dans le dos, ils y sont sensibles à une charge au sol. |             |  |

## Super Mario Sunshine

### Personnages
- Mario
- Luigi
- Princesse Peach
- Toad
- Great sunflower and sunflower kids
- Il Piantissimo
- J.E.T
- Noki
- Oiseau de Sable
- Papy Champi
- Pianta
- Ratons Laveurs (boathouse owner, mudboat shack owner)

### Antagonistes, Boss et Ennemis
| Nom français            | Nom japonais   | Nom anglais | | Commentaire |  |
| ----------------------- | -------------- | ----------- | --- | ----------- |  |
| Bowser                  | Kuppa (クッパ) | Bowser      | |             |  |
| Bowser Jr.              |                |             | Bowser Jr. est le fils de Bowser. Il aide son père à combattre Mario et capturer Peach. |             |  |
| Anguy                   |                |             | Anguy est une grosse anguille noire qui vit au fond de la Baie Noki. À cause de ses nombreuses caries, elle pollue la Baie, et Mario doit nettoyer ses dents. |             |  |
| Antimario               |                |             | Antimario est le portrait craché de Mario et possède les mêmes capacités. Il est néanmoins totalement bleu, muet et a une langue de deux mètres. Il est la transformation de Bowser Jr. Il peut se transformer en petite boule de peinture et ainsi se déplacer pendant un court instant en étant intouchable. Son symbole est le M de Mario orné d'un tréma. Antimario maîtrise le pinceau magique, un grand pinceau lui permettant de faire des peintures magiques. Avec ce pinceau, il dégrade l'île Delfino, obligeant Mario a tout nettoyer. Il peut aussi bien faire des dessins sur les murs ou le sol que créer de gigantesques flaques de peinture et leur donner vie sous la forme d'un monstre ressemblant à une plante. |             |  |
| Flora Piranha           |                |             | Flora Piranha (Petey Piranha au Québec) est la cheffe des Plantes Piranhas. Elle a comme capacités de voler grâce à ses feuilles, et de cracher de la boue sur ses ennemis. |             |  |
| Méga Bloups             |                |             | Méga Bloups est le boss des Bloups. |             |  |
| Méga Manta              |                |             | NR |             |  |
| Mecha-Bowser            |                |             | NR |             |  |
| Plante Piranha Polluée  |                |             | NR |             |  |
| Plugelo                 |                |             | Les Plungelos sont des perroquets rouges tout ronds avec deux feuilles sur la tête. |             |  |
| Roi Boo                 |                |             | NR |             |  |
| Topi Taupe              |                |             | NR |             |  |
| Wiggler                 |                |             | NR |             |  |
| Abeilles                |                |             | NR |             |  |
| Bloups sauteur          |                |             | Les Bloups Sauteurs sont des petits Bloups qui sautent en dehors de l'eau sur le joueur. |             |  |
| Boo Rose                |                |             | NR |             |  |
| Catacouac               |                |             | Les Catacouacs sont des sortes de canards qui apparaissent pour la première fois dans Super Mario Sunshine. Ils attaquent en lançant Mario dans les airs, ce qui peut entraîner une chute. Les plus répandus sont les bleus, qui n'attaquent jamais les premiers, et les rouges plus agressifs. |             |  |
| Cheep Cheep de feu      |                |             | NR |             |  |
| Chompi                  |                |             | Les Chompis sont de jeunes Chomps. |             |  |
| Coo Coo                 |                |             | Les Coo Coos sont des créatures ressemblant à des poules. Ils ont des yeux globuleux avec un rond vert autour, ainsi qu'une étoile dessinée sur le torse. Ils lâchent des taches de Graffiti, tout en volant. |             |  |
| Gooble                  |                |             | NR |             |  |
| Gros Boo                |                |             | NR |             |  |
| Iga Iga                 |                |             | NR |             |  |
| Klamber                 |                |             | Les Klambers sont de gros insectoïdes métalliques jaune et noir à quatre pattes. |             |  |
| Koopa dormeur           |                |             | Les Koopas dormeurs sont des Koopas qui vivent couchés sur le ventre et possèdent une carapace en œuf de Yoshi. Ils dorment mais lorsqu'on les attaque, ils chargent en Toupis. |             |  |
| Koopa électrique        |                |             | Les Koopas électriques sont des Koopas vivant à quatre pattes avec une grosse carapace bleue, verte, ou rouge avec des filaments électriques dessus. Ils lancent leur carapace sur leurs ennemis pour les électrocuter. |             |  |
| Plante Piranha roulante |                |             | NR |             |  |
| Popo                    |                |             | NR |             |  |
| Spark                   |                |             | NR |             |  |
| Stu ailé (bleu)         |                |             | NR |             |  |
| Stu ailé (vert)         |                |             | NR |             |  |
| Stu brûlant             |                |             | NR |             |  |
| Stu                     |                |             | NR |             |  |
| Tête de Pokey           |                |             | Les Têtes de Pokey sont enfouies dans le sol ; ils sortent lorsque le joueur passe. |             |  |
| Ventu                   |                |             | NR |             |  |
| Yunbos                  |                |             | Les Yunbos (ou Seedy-Pods) sont des Bul-pokeys de couleur bleue. Ils chantent et dansent, mais s'enfouissent sous la terre lorsque le joueur s'approche. |             |  |

## New Super Mario Bros.

### Personnages
| Nom français    | Nom japonais          | Nom anglais    |    | Commentaire |
| --------------- | --------------------- | -------------- | -- | ----------- |
| Mario           | Mario (マリオ)        | Mario          |    |             |
| Luigi           | Ruīji (ルイージ)      | Luigi          |    |             |
| Princesse Peach | Pīchi-hime (ピーチ姫) | Princess Peach |    |             |
| Toad            | Kinopio (キノピオ)    | Toad           |    |             |
| Dorrie          |                       |                | NR |             |
| Papy Champi     |                       |                | NR |             |
|                 |                       | Big Wiggler    | NR |             |

### Antagonistes, Boss et Ennemis
| Nom français  | Nom japonais                  | Nom anglais       |    | Commentaire |  |
| ------------- | ----------------------------- | ----------------- | -- | ----------- |  |
| Bowser        | Kuppa (クッパ)                | Bowser            |    |             |  |
| Bowser Jr.    |                               |                   | NR |             |  |
|               |                               | Cheepskipper      | NR |             |  |
|               |                               | Lakithunder       | NR |             |  |
| Bowser Skelet | Hone Kuppa (骨クッパ)         | Dry Bowser        |    |             |  |
|               |                               | Mega Goomba       | NR |             |  |
|               |                               | Monty Tank        | NR |             |  |
|               |                               | Mummipokey        | NR |             |  |
|               |                               | Petey Piranha     | NR |             |  |
|               |                               | Balloon Boo       | NR |             |  |
|               |                               | Big Deep Cheep    | NR |             |  |
|               |                               | Big Dry bones     | NR |             |  |
|               |                               | Big Piranha Plant | NR |             |  |
|               |                               | Big Thwomp        | NR |             |  |
|               |                               | Big Unagi         | NR |             |  |
|               |                               | Big Whomp         | NR |             |  |
|               |                               | Blockhooper       | NR |             |  |
| Nounou Bloups | Kozure Gessō (子連れゲッソー) | Blooper Nanny     | NR |             |  |
|               |                               | Broozer           | NR |             |  |
|               |                               | Cheep Chomp       | NR |             |  |
|               |                               | Crowber           | NR |             |  |
|               |                               | Deep Cheep        | NR |             |  |
|               |                               | Fire snake        | NR |             |  |
|               |                               | Flame Chomp       | NR |             |  |
|               |                               | Kab-omb           | NR |             |  |
|               |                               | Mega Cheep-Cheep  | NR |             |  |
|               |                               | Mini Goomba       | NR |             |  |
|               |                               | Snailicorn        | NR |             |  |
|               |                               | Snow spike        | NR |             |  |
|               |                               | Spike bass        | NR |             |  |
|               |                               | Spike top         | NR |             |  |
|               |                               | Splunkin          | NR |             |  |
|               |                               | Squiggler         | NR |             |  |
|               |                               | Swoop             | NR |             |  |

## Super Mario Galaxy

### Personnages
| Nom français    | Nom japonais          | Nom anglais      | | Commentaire |
| --------------- | --------------------- | ---------------- | --- | ----------- |
| Mario           | Mario (マリオ)        | Mario            | | NR          |
| Luigi           | Ruīji (ルイージ)      | Luigi            | NR |             |
| Princesse Peach | Pīchi-hime (ピーチ姫) | Princess Peach   | NR |             |
| Toad            | Kinopio (キノピオ)    | Toad             | NR |             |
|                 |                       | Baby Luma        | NR |             |
|                 |                       | Bill board       | NR |             |
|                 |                       | Cosmic Mario     | NR |             |
|                 |                       | Gearmo           | NR |             |
|                 |                       | Gil board        | NR |             |
|                 |                       | Guppy            | NR |             |
| Abeilles        | Hanī Bī (ハニービー)  | Honey bee        | |             |
|                 |                       | Hungry Luma      | NR |             |
|                 |                       | Jill board       | NR |             |
|                 |                       | Luma             | Les Lumas sont les enfants adoptifs d'Harmonie (ou enfants étoiles). Leur physique est semblable à celui d'une petite étoile. ils donnent principalement des conseils ou des informations au joueur. |             |
|                 |                       | Lumacomète       | NR |             |
|                 |                       | Lumalee          | NR |             |
|                 |                       | Penguin          | NR |             |
|                 |                       | Penguin coach    | NR |             |
|                 |                       | Penguru          | NR |             |
|                 |                       | Phil board       | NR |             |
|                 |                       | Polari           | NR |             |
|                 |                       | Honey Queen      | NR |             |
|                 |                       | Ray              | NR |             |
| Harmonie        |                       | Rosalina         | NR |             |
|                 |                       | Spooky speedster | NR |             |
|                 |                       | Star bunny       | NR |             |
|                 |                       | Toad Brigade     | NR |             |
|                 |                       | Worm             | NR |             |

### Antagonistes, Boss et Ennemis
| Nom français  | Nom japonais          | Nom anglais                                  |    | Commentaire |  |
| ------------- | --------------------- | -------------------------------------------- | -- | ----------- |  |
| Bowser        | Kuppa (クッパ)        | Bowser                                       |    | NR          |  |
|               |                       | Dino Piranha Fiery Dina Piranha              | NR |             |  |
| Bowser Skelet | Hone Kuppa (骨クッパ) | Dry Bowser                                   |    |             |  |
|               |                       | King Kaliente Scorched King Kaliente         | NR |             |  |
|               |                       | Mandibug stack                               | NR |             |  |
|               |                       | Bugaboom                                     | NR |             |  |
|               |                       | Megaleg                                      | NR |             |  |
|               |                       | Kamelia                                      | NR |             |  |
|               |                       | Tarantox                                     | NR |             |  |
|               |                       | Topmaniac                                    | NR |             |  |
|               |                       | Bouldergeist                                 | NR |             |  |
|               |                       | Major Burrow                                 | NR |             |  |
|               |                       | Baron brrr                                   | NR |             |  |
|               |                       | Undergrunt Gunner (Electric / Water bazooka) | NR |             |  |
|               |                       | Mecha-Bowser                                 | NR |             |  |
|               |                       | Kingfin                                      | NR |             |  |
|               |                       | Big Amp                                      | NR |             |  |
|               |                       | Big Boulder                                  | NR |             |  |
|               |                       | Big Pokey                                    | NR |             |  |
|               |                       | Bolt beam                                    | NR |             |  |
|               |                       | Bomb Boo                                     | NR |             |  |
|               |                       | Bomp                                         | NR |             |  |
|               |                       | Boucing                                      | NR |             |  |
|               |                       | Boulder                                      | NR |             |  |
|               |                       | Cheep Cheep                                  | NR |             |  |
|               |                       | Chibi Chomp                                  | NR |             |  |
|               |                       | Chomp                                        | NR |             |  |
|               |                       | Clampy                                       | NR |             |  |
|               |                       | Cluckboom                                    | NR |             |  |
|               |                       | Crabber                                      | NR |             |  |
|               |                       | Fire Shooter                                 | NR |             |  |
|               |                       | Flip Bug                                     | NR |             |  |
|               |                       | Floatming Mine                               | NR |             |  |
|               |                       | Giant Goomba                                 | NR |             |  |
|               |                       | Golden Chomp                                 | NR |             |  |
|               |                       | Goombeetle                                   | NR |             |  |
|               |                       | Griant Gringill                              | NR |             |  |
|               |                       | Gringill                                     | NR |             |  |
|               |                       | Ground urchin                                | NR |             |  |
|               |                       | Ice Bat                                      | NR |             |  |
|               |                       | Jammyfish                                    | NR |             |  |
|               |                       | Jellyfish                                    | NR |             |  |
|               |                       | Laser Pod                                    | NR |             |  |
|               |                       | Li'l Brr                                     | NR |             |  |
|               |                       | Li'l Cinder                                  | NR |             |  |
|               |                       | Mandibug                                     | NR |             |  |
|               |                       | Octoguy                                      | NR |             |  |
|               |                       | Octoomba                                     | NR |             |  |
|               |                       | Prickly Piranha Plant                        | NR |             |  |
|               |                       | Pumpkinhead Goomba                           | NR |             |  |
|               |                       | Ring Beam                                    | NR |             |  |
|               |                       | Sentry Beam                                  | NR |             |  |
|               |                       | Sentry Garage                                | NR |             |  |
|               |                       | Slurple                                      | NR |             |  |
|               |                       | Spice Mine                                   | NR |             |  |
|               |                       | Spiky Topman                                 | NR |             |  |
|               |                       | Sprangler                                    | NR |             |  |
|               |                       | Springtopman                                 | NR |             |  |
|               |                       | Starbag                                      | NR |             |  |
|               |                       | Torpedo Ted                                  | NR |             |  |
|               |                       | Topmini                                      | NR |             |  |
|               |                       | Tweester                                     | NR |             |  |
|               |                       | Undergrunt                                   | NR |             |  |
|               |                       | Water shooter                                | NR |             |  |

## New Super Mario Bros. Wii

### Personnages
| Nom français    | Nom japonais          | Nom anglais    |    | Commentaire |
| --------------- | --------------------- | -------------- | -- | ----------- |
| Mario           | Mario (マリオ)        | Mario          |    |             |
| Luigi           | Ruīji (ルイージ)      | Luigi          |    |             |
| Toad            | Kinopio (キノピオ)    | Toad           |    |             |
| Princesse Peach | Pīchi-hime (ピーチ姫) | Princess Peach |    |             |
| Yoshi           | Yosshī (ヨッシー)     | Yoshi          |    |             |
|                 |                       | Jumbo Ray      | NR |             |

### Antagonistes, Boss et Ennemis
| Nom français  | Nom japonais          | Nom anglais            |    | Commentaire |
| ------------- | --------------------- | ---------------------- | -- | ----------- |
| Bowser        | Kuppa (クッパ)        | Bowser                 |    |             |
| Bowser Jr.    |                       |                        |    |             |
| Kamek         |                       |                        | NR |             |
| Bowser Skelet | Hone Kuppa (骨クッパ) | Dry Bowser             |    |             |
| Koopalings    |                       |                        |    |             |
|               |                       | Big Chain Chomp        | NR |             |
|               |                       | Big Cheep Cheep        | NR |             |
|               |                       | Big Fire Piranha Plant | NR |             |
|               |                       | Big Urchin             | NR |             |
|               |                       | Bramball               |    |             |
|               |                       | Bulber                 |    |             |
|               |                       | Bull's-eye banzai      |    |             |
|               |                       | Bull's-eye bill        |    |             |
|               |                       | Cooligan               |    |             |
|               |                       | Eep Cheep              |    |             |
|               |                       | Foo                    |    |             |
|               |                       | Fuzzy                  |    |             |
|               |                       | Heavy Para-beetle      |    |             |
|               |                       | Huckit crab            |    |             |
|               |                       | Ice bro                |    |             |
|               |                       | Jellybeam              |    |             |
|               |                       | King Bill              |    |             |
|               |                       | Para-beetle            |    |             |
|               |                       | ParaBomb               |    |             |
|               |                       | Prickly Goomba         |    |             |
|               |                       | River Piranha Plant    |    |             |
|               |                       | Scaredy Rat            |    |             |
|               |                       | Stalking Piranha plant |    |             |
|               |                       | Stone spike            | x  |             |

## Super Mario Galaxy 2

### Personnages
| Nom français    | Nom japonais          | Nom anglais    |    | Commentaire |
| --------------- | --------------------- | -------------- | -- | ----------- |
| Mario           | Mario (マリオ)        | Mario          |    |             |
| Luigi           | Ruīji (ルイージ)      | Luigi          |    |             |
|                 |                       | Co-Star Luma   | NR |             |
| Toad            | Kinopio (キノピオ)    | Toad           |    |             |
| Princesse Peach | Pīchi-hime (ピーチ姫) | Princess Peach |    |             |
| Yoshi           | Yosshī (ヨッシー)     | Yoshi          |    |             |
| x               |                       | Baby Luma      |    |             |
| x               |                       | Gearmo         |    |             |
| x               |                       | Honey Bee      |    |             |
| x               |                       | Honey Queen    |    |             |
| x               |                       | Hungry Luma    |    |             |
| x               |                       | Luma           |    |             |
| x               |                       | Lumalee        |    |             |
| x               |                       | Penguin        |    |             |
| x               |                       | Penguin coach  |    |             |
| x               |                       | Penguru        |    |             |
| x               |                       | Pianta         |    |             |
|                 |                       | Star bunnies   |    |             |
| x               |                       | Toad Brigade   |    |             |
| x               |                       | Bob-omb Buddy  | NR |             |
|                 |                       | Cosmic Spirit  | NR |             |
| x               |                       | Fluzzard       | NR |             |
|                 |                       | Ghost Luigi    | NR |             |
|                 |                       | Giant Luma     | NR |             |
|                 |                       | Gold Gearmo    | NR |             |
|                 |                       | Jibberjay      | NR |             |
|                 |                       | Lubba          | NR |             |
| Harmonie        |                       | Rosalina       | NR |             |
|                 |                       | Silver Gearmo  | NR |             |
|                 |                       | The Chimp      | NR |             |
|                 |                       | Whittles       | NR |             |

### Antagonistes, Boss et Ennemis
| Nom français                 | Nom japonais   | Nom anglais              |   | Commentaire |
| ---------------------------- | -------------- | ------------------------ | - | ----------- |
| Bowser                       | Kuppa (クッパ) | Bowser                   |   |             |
|                              |                | Bouldergeist             |   |             |
| Skaraboss                    |                | Bugaboom                 |   |             |
| Dino Piranha                 |                | Dino Piranha             |   |             |
|                              |                | Fiery Dino Piranha       |   |             |
| Famille Skarabée             |                | Mandibug Stack           |   |             |
| Poulpoboss Poulpoboss (noir) |                | Gobblegut Fire Gobblegut |   |             |
| Roi Whomp                    |                | Whomp King               |   |             |
|                              |                | Rollodillo               |   |             |
|                              |                | Sorbetti                 |   |             |
|                              |                | Glamdozer                |   |             |
|                              |                | Squizzard                |   |             |
|                              |                | Prince Pikante           |   |             |
|                              |                | Boomsday Machine         |   |             |
|                              |                | King Kaliente            |   |             |
|                              |                | Peewee PIranha           |   |             |
|                              |                | King Lakitu              |   |             |
|                              |                | Digga-Leg                |   |             |
|                              |                | Major Burrows            |   |             |
|                              |                | floating mines           |   |             |
|                              |                | flomp                    |   |             |
|                              |                | giant gringill           |   |             |
|                              |                | giant paragoomba         |   |             |
|                              |                | giant piranha plant      |   |             |
|                              |                | giant thwomp             |   |             |
|                              |                | giant wiggler            |   |             |
|                              |                | gold gummit              |   |             |
|                              |                | gummit                   |   |             |
|                              |                | jack o'goomba            |   |             |
|                              |                | kleptoad                 |   |             |
|                              |                | lava buuble              |   |             |
|                              |                | magmaargh                |   |             |
|                              |                | magmaw                   |   |             |
|                              |                | mattermouth              |   |             |
|                              |                | mini mechakoopa          |   |             |
|                              |                | mobile sentry beam       |   |             |
|                              |                | octoboo                  |   |             |
|                              |                | pinhead                  |   |             |
|                              |                | pupdozer                 |   |             |
|                              |                | rhomp                    |   |             |
|                              |                | silver chomp             |   |             |
|                              |                | smeech                   |   |             |
|                              |                | snoodle                  |   |             |
|                              |                | spangler                 |   |             |
|                              |                | spiky gummit             |   |             |
|                              |                | spiny hermits            |   |             |
|                              |                | spiny piranha plant      |   |             |
|                              |                | spiny stretch plant      |   |             |
|                              |                | spoing                   |   |             |
|                              |                | spring topman            |   |             |
|                              |                | swphoppers               |   |             |
|                              |                | toxbox                   |   |             |
|                              |                | twirlip                  |   |             |
|                              |                | venus flower traps       |   |             |
|                              |                | whimp                    | X |             |

## Super Mario 3D Land

### Personnages
| Nom français    | Nom japonais          | Nom anglais    |  | Commentaire |
| --------------- | --------------------- | -------------- |  | ----------- |
| Mario           | Mario (マリオ)        | Mario          |  |             |
| Luigi           | Ruīji (ルイージ)      | Luigi          |  |             |
| Toad            | Kinopio (キノピオ)    | Toad           |  |             |
| Princesse Peach | Pīchi-hime (ピーチ姫) | Princess Peach |  |             |

### Antagonistes, Boss et Ennemis
| Nom français  | Nom japonais          | Nom anglais |  | Commentaire |
| ------------- | --------------------- | ----------- |  | ----------- |
| Bowser        | Kuppa (クッパ)        | Bowser      |  |             |
| Bowser Skelet | Hone Kuppa (骨クッパ) | Dry Bowser  |  |             |
|               |                       | Boum Boum   |  |             |
|               |                       | Tail Bowser |  |             |
|               |                       | Pom Pom     |  |             |
|               |                       |             |  |             |
|               |                       |             |  |             |
|               |                       |             |  |             |
|               |                       |             |  |             |
|               |                       |             |  |             |
|               |                       |             |  |             |
|               |                       |             |  |             |
|               |                       |             |  |             |
|               |                       |             |  |             |
|               |                       |             |  |             |
|               |                       |             |  |             |
|               |                       |             |  |             |
|               |                       |             |  |             |
|               |                       |             |  |             |
|               |                       |             |  |             |
|               |                       |             |  |             |
|               |                       |             |  |             |
|               |                       |             |  |             |
|               |                       |             |  |             |
|               |                       |             |  |             |
|               |                       |             |  |             |

## New Super Mario Bros. 2

### Personnages
| Nom français    | Nom japonais          | Nom anglais    |  | Commentaire |
| --------------- | --------------------- | -------------- |  | ----------- |
| Mario           | Mario (マリオ)        | Mario          |  |             |
| Luigi           | Ruīji (ルイージ)      | Luigi          |  |             |
| Toad            | Kinopio (キノピオ)    | Toad           |  |             |
| Princesse Peach | Pīchi-hime (ピーチ姫) | Princess Peach |  |             |

### Antagonistes, Boss et Ennemis
| Nom français  | Nom japonais          | Nom anglais |   | Commentaire |
| ------------- | --------------------- | ----------- | - | ----------- |
| Bowser        | Kuppa (クッパ)        | Bowser      |   |             |
| Bowser Skelet | Hone Kuppa (骨クッパ) | Dry Bowser  |   |             |
| Koopalings    |                       | Koopalings  |   |             |
|               |                       | Reznor      |   |             |
|               |                       |             |   |             |
|               |                       |             |   |             |
|               |                       |             |   |             |
|               |                       |             |   |             |
|               |                       |             |   |             |
|               |                       |             |   |             |
|               |                       |             |   |             |
|               |                       |             |   |             |
|               |                       |             |   |             |
|               |                       |             |   |             |
|               |                       |             |   |             |
|               |                       |             |   |             |
|               |                       |             |   |             |
|               |                       |             |   |             |
|               |                       |             |   |             |
|               |                       |             |   |             |
|               |                       |             |   |             |
|               |                       |             |   |             |
|               |                       |             |   |             |
|               |                       |             |   |             |
|               |                       |             |   |             |
|               |                       |             |   |             |
|               |                       |             |   |             |
|               |                       |             | x |             |

## New Super Mario Bros. U

### Personnages
| Nom français    | Nom japonais          | Nom anglais    |  | Commentaire |
| --------------- | --------------------- | -------------- |  | ----------- |
| Mario           | Mario (マリオ)        | Mario          |  |             |
| Luigi           | Ruīji (ルイージ)      | Luigi          |  |             |
| Toad            | Kinopio (キノピオ)    | Toad           |  |             |
|                 |                       | Baby Yoshi     |  |             |
|                 |                       | Nabbit         |  |             |
| Princesse Peach | Pīchi-hime (ピーチ姫) | Princess Peach |  |             |
| Yoshi           | Yosshī (ヨッシー)     | Yoshi          |  |             |

### Antagonistes, Boss et Ennemis
| Nom français | Nom japonais   | Nom anglais   |   | Commentaire |
| ------------ | -------------- | ------------- | - | ----------- |
| Bowser       | Kuppa (クッパ) | Bowser        |   |             |
| Bowser Jr.   |                |               |   |             |
| Kamek        |                |               |   |             |
| Koopalings   |                |               |   |             |
|              |                | Boom boom     |   |             |
|              |                | Boss Sumo Bro |   |             |
|              |                |               |   |             |
|              |                |               |   |             |
|              |                |               |   |             |
|              |                |               |   |             |
|              |                |               |   |             |
|              |                |               |   |             |
|              |                |               |   |             |
|              |                |               |   |             |
|              |                |               |   |             |
|              |                |               |   |             |
|              |                |               |   |             |
|              |                |               |   |             |
|              |                |               |   |             |
|              |                |               |   |             |
|              |                |               |   |             |
|              |                |               |   |             |
|              |                |               |   |             |
|              |                |               |   |             |
|              |                |               |   |             |
|              |                |               |   |             |
|              |                |               |   |             |
|              |                |               | x |             |

## Super Mario 3D World

### Personnages
| Nom français    | Nom japonais          | Nom anglais      |  | Commentaire |
| --------------- | --------------------- | ---------------- |  | ----------- |
| Mario           | Mario (マリオ)        | Mario            |  |             |
| Luigi           | Ruīji (ルイージ)      | Luigi            |  |             |
| Toad            | Kinopio (キノピオ)    | Toad             |  |             |
| Princesse Peach | Pīchi-hime (ピーチ姫) | Princess Peach   |  |             |
| Harmonie        |                       |                  |  |             |
| Capitaine Toad  |                       |                  |  |             |
|                 |                       | Luma             |  |             |
|                 |                       | Plessie          |  |             |
|                 |                       | Rabbit           |  |             |
|                 |                       | Sprixie          |  |             |
|                 |                       | Sprixie Princess |  |             |

### Antagonistes, Boss et Ennemis
| Nom français | Nom japonais   | Nom anglais     |  | Commentaire |
| ------------ | -------------- | --------------- |  | ----------- |
| Bowser       | Kuppa (クッパ) | Bowser          |  |             |
|              |                | Boom Boom       |  |             |
|              |                | Boss Brolder    |  |             |
|              |                | Hisstocrat      |  |             |
|              |                | King Ka-thunk   |  |             |
|              |                | Meowser         |  |             |
|              |                | Motley Bossblob |  |             |
|              |                | Pom Pom         |  |             |
|              |                | Prince Bully    |  |             |
|              |                |                 |  |             |
|              |                |                 |  |             |
|              |                |                 |  |             |
|              |                |                 |  |             |
|              |                |                 |  |             |
|              |                |                 |  |             |
|              |                |                 |  |             |
|              |                |                 |  |             |
|              |                |                 |  |             |
|              |                |                 |  |             |
|              |                |                 |  |             |
|              |                |                 |  |             |
|              |                |                 |  |             |
|              |                |                 |  |             |
|              |                |                 |  |             |
|              |                |                 |  |             |
|              |                |                 |  |             |
|              |                |                 |  |             |
|              |                |                 |  |             |